# راه‌آهن کشمیر
راه آهن کشمیر (هندی: कश्मीर रेलवे، اردو: کشمیر ریلوے Kaśmīr rēlavē) یک خط راه آهن است که برای اتصال ایالت جامو و کشمیر هند با سایر نقاط کشور سخته شده است.
راه آهن از جامو شروع می‌شود و پس از طی ۳۴۵ کیلومتربه شهر Baramulla در لبه شمال غربی دره کشمیر می‌رسد.عبور مسیر از مناطق زلزله‌خیز، زمین‌های ناهموار و آب و هوای خشن ساخت آن را به یک چالش مهندسی تبدیل کرد.

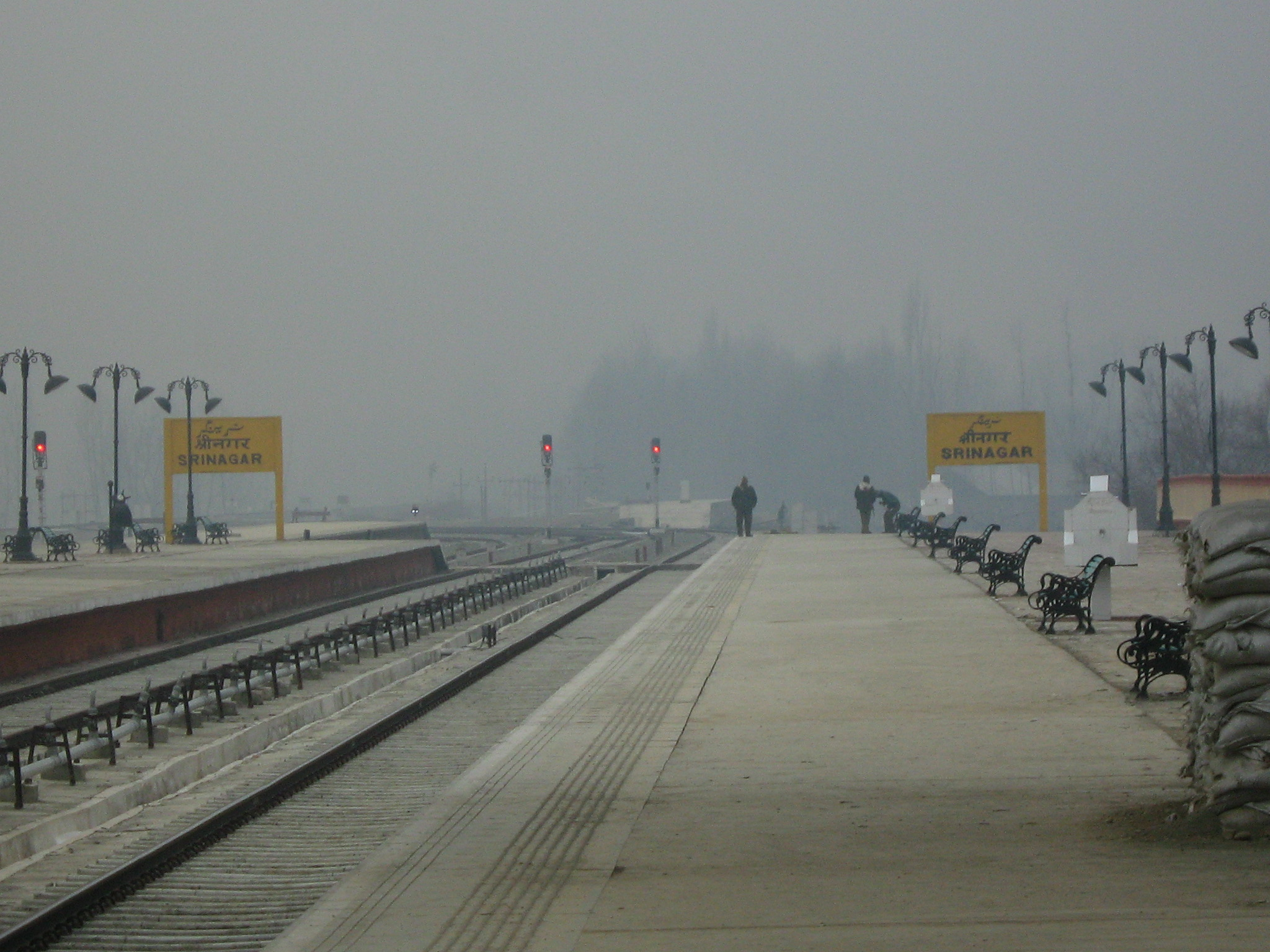
ایستگاه راه آهن سرینگار
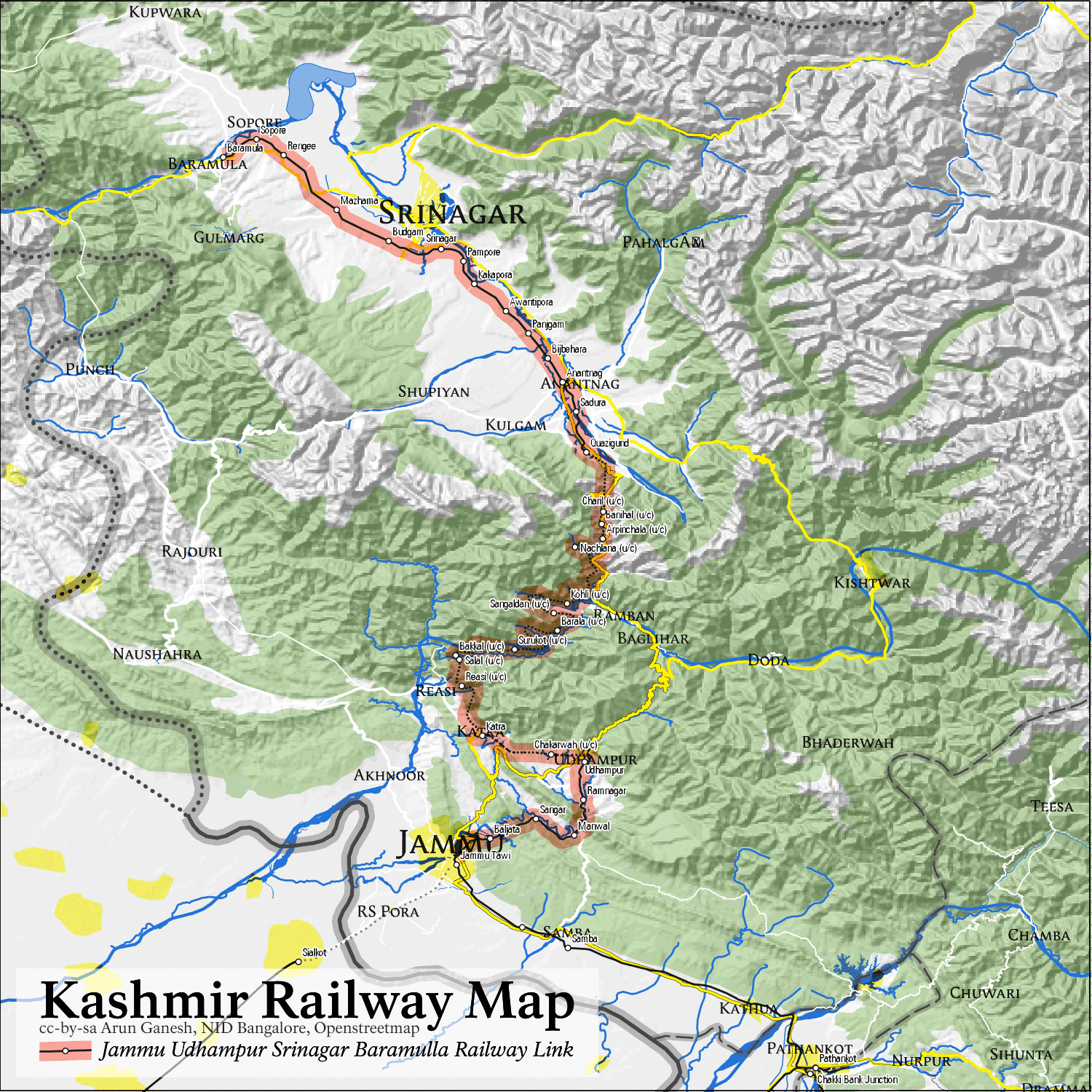
نقشه راه آهن کشمیر
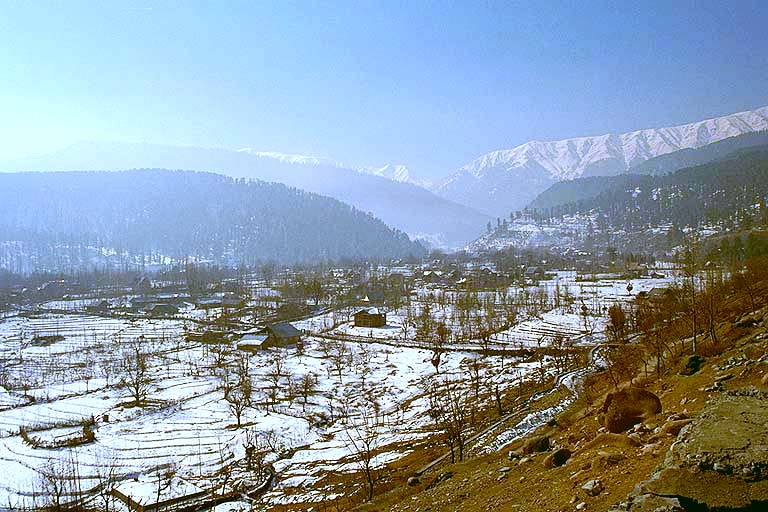
نمایی از ناحیه پیرپنجال که خط آهن می‌بایست از آن بگذرد.

## نقشه
1. ↑  Harish Kunwar. "Train-Link for J & K Prosperity". Press Release, Press Information Bureau, Government of India, dated 2008-10-16. Retrieved 2008-11-25. http://pib.nic.in/release/release.asp?relid=43772&kwd=